# Bekecs
Bekecs är en ort i Ungern.   Den ligger i provinsen Borsod-Abaúj-Zemplén, i den nordöstra delen av landet, 170 km öster om huvudstaden Budapest. Bekecs ligger 100 meter över havet och antalet invånare är 2 446.
Terrängen runt Bekecs är huvudsakligen platt, men norrut är den kuperad. Runt Bekecs är det ganska tätbefolkat, med 75 invånare per kvadratkilometer. Närmaste större samhälle är Szerencs, 2,2 km nordost om Bekecs. Trakten runt Bekecs består till största delen av jordbruksmark.